# 東大阪市立縄手北小学校
東大阪市立縄手北小学校（ひがしおおさかしりつ なわてきたしょうがっこう）は、大阪府東大阪市旭町にある公立小学校。

## 沿革
- 1954年（昭和29年）6月1日 - 縄手町立縄手北小学校として開校。
- 1955年（昭和30年）1月11日 - 市制実施により、枚岡市立縄手北小学校と改称。
- 1967年（昭和42年）2月1日 - 東大阪市が誕生し、東大阪市立縄手北小学校と改称。

## 通学区域
- 旭町、桜町、昭和町、本町[1]

## 進路状況
ほとんどの児童は東大阪市立縄手北中学校へ進学するが、国私立中学校へ進学する児童もいる。